# Patokryje
Patokryje település Csehországban, a Mosti járásban. Patokryje Lužice, Korozluky és Obrnice településekkel határos. Lakosainak száma 440 fő (2024. január 1.).

## Népesség
A település lakosságának változását az alábbi diagram mutatja:
| Lakosok száma | 182  | 281  | 373  | 338  | 200  | 412  | 446  | 456  | 457  | 440  |
|               | 1869 | 1900 | 1921 | 1961 | 1980 | 2011 | 2016 | 2019 | 2021 | 2024 |